# Еллісон Вільямс
Еллісон Вільямс (англ. Allison Williams; нар. 13 квітня 1988, Нью-Канаан, Коннектикут, США) — американська акторка.

## Біографія
Еллісон Вільямс народилась в Нью-Канаані, Коннектикут, США в родині телеведучого Браяна Вільямса та журналістки компанії Bloomberg Джейн Стоддард-Вільямс. Вона закінчила місцеву школу, де навчалася її мама та працювала вчителькою її бабуся. У неї є молодший брат. Навчаючись у Єльському університеті, була у складі комедійного гурту «Просто додай води» (англ. Just Add Water). Закінчила університет у 2010 році.

## Кар'єра
Щойно закінчивши університет, Вільямс привернула увагу голлівудського продюсера Джудда Апатоу після перегляду ним відео з Еллісон у 2010 році. Через місяць приєдналася до акторського складу комедійно-драматичного серіалу «Дівчинки». Згодом знялась у телефізійному фільмі «Пітер Пен живий!», виконавши головну роль.
У 2017 році на кінофестивалі «Санденс» відбулась прем'єра фільму «Пастка». У ньому акторка виконала роль заможної доньки, яка зустрічається з темношкірим Крісом Вашингтоном (Денієл Калуя), приховуючи від батьків расу коханого.
У 2024 році North.Five.Six.&WME Independent розпочали старт кінопрокату екранізації Колін Гувер «Шкодуючи за тобою» з Еллісон Вільямс, Маккеною Грейс, Дейвом Франко та Мейсоном Темзом у головних ролях.

## Особисте життя
У вересні 2015 року Еллісон одружилася з підприємцем Рікі фон Віном. Церемонія відбулась у Саратозі, Вайомінг. Ведучим церемонії був Том Генкс. Вона отримала пропозицію у лютому 2014 року, на той момент їхнім стосункам було три роки.

## Фільмографія

### Фільми
| Рік  | Назва               | Оригінальна назва | Роль          | Примітки       |
| ---- | ------------------- | ----------------- | ------------- | -------------- |
| 2014 | «Музичний коледж»   | College Musical   | Б'янка        |                |
| 2014 | «Пітер Пен наживо!» | Peter Pan Live!   | Пітер Пен     | телефільм      |
| 2017 | «Пастка»            | Get Out           | Роуз Ермітедж |                |
| 2020 | «Лінія Горизонту»   | Horizon Line      | Сара          |                |
| 2022 | «Меган»             | M3GAN             | Джемма        |                |
| 2025 | «M3GAN 2.0»         | M3GAN 2.0         | Джемма        | також продюсер |
| 2025 | «Шкодую за тобою»   | Regretting You    | Морган        |                |

### Серіали
| Рік       | Назва                   | Оригінальна назва                      | Роль          | Примітки                  |
| --------- | ----------------------- | -------------------------------------- | ------------- | ------------------------- |
| 2004      | «Американські мрії»     | American Dreams                        | Дебора        | 2 епізоди                 |
| 2011      |                         | Will & Kate: Before Happily Ever After | Кейт Міддлтон | 4 епізоди                 |
| 2011–2012 | «Джейк і Амір»          | Jake and Amir                          | Шеріл         | 2 епізоди                 |
| 2011      | «Ліга»                  | The League                             | Даніелла      | 1 епізод                  |
| 2012-2017 | «Дівчата»               | Girls                                  | Марні Майклз  | 56 епізодів               |
| 2013      | «Проєкт „Мінді“»        | The Mindy Project                      | Джилліан      | 3 епізоди                 |
| 2018—2019 | «Низка злощасних подій» | A Series of Unfortunate Events         | Кіт Снікет    | повторювана роль; 8 серій |
| 2015      | «Сімпсони»              | The Simpsons                           | подруга       | озвучення; 1 епізод       |
| 2018      | «Патрік Мелроуз»        | Patrick Melrose                        | Маріанна      |                           |
| 2023      | «Подорожні»             | Fellow Travelers                       | Люсі Сміт     | мінісеріал                |